# بلينيوس الأكبر
بلين أو كايوس بلينيوس سـِكوندوس Gaius Plinius Secundus (ع.23 - 25 أغسطس 79م). اشتهر باسم بليني الأكبر، كتب الكثير من الأعمال التاريخية والفنية التي لم يتبق منها سوى 37 مجلدًا من التاريخ الطبيعي، علمًا بأن هذا العمل كان يُستخدم في العصور الوسطى، وقيمته الوحيدة الآن هي أنه يكشف عن المعرفة العلمية خلال فترة بليني، ويعتبر بليني الأكبر أشهر مؤرخ روماني على الإطلاق فقد كانت كتاباته الجغرافية والتاريخية والطبيعية لها حيّز كبير في إثراء الثقافة الرومانيّة في تلك الحقبة.
وُلد بليني في نوفوم كوموم (كومو الآن) في شمالي إيطاليا. وعمل محاميًا، تولى مناصب حكومية مهمة، كان أدميرالاً على الأسطول الذي كان بالقرب من بومبي عندما ثار جبل فيزوف في عام 79م ومات هناك وهو يحاول إنقاذ اللاجئين.

## حياته
لما ولد في كومو Como سمي بلينيوس كاسيليوس سكندس Plinius Caecilius Secundus. وكان لأبيه ضيعة وقصر صغير ذو حديقة قرب البحيرة، وكان يشغل منصباً كبيراً في المدينة، وتيتم وهو صغير فتبناه وعلمه أولاً فرجينيوس روفس Virginius Rufus وإلى ألمانيا العليا، ثم عمه كيوس بلينيوس سكندس Caius Plinius Secundus مؤلف كتاب التاريخ الطبيعي، وتبنى هذا العالم المجد أبن أخيه وأورثه ملكه ثم مات بعد ذلك بقليل، وتسمى الولد بأسم متبنيه كما جرت به العادة في تلك الأيام، وأدى ذلك إلى أرتباك في الأسماء ظل قائماً ألفي عام، وتلقى العلم في رومة على كونتليان، فنشأه على تذوق شيشرون، وإليه يرجع بعض الفضل في أسلوب بلني الشيشروني السلس، ولما بلغ الثامنة عشرة من عمره قيد في جدول المحامين، وفي التاسعة والثلاثين اختير لإلقاء خطاب ترحيب بتراجان، وفي السنة نفسها عُيّن قنصلاً؛ وفي عام 103 عُيّن عرّافاً؛ وفي عام 105 عُيّن «حارساً على مجرى التيبر وضفتيه وعلى مجاري المدينة»، ولم يكن يأخذ أجراً أو هدايا على أعماله القضائية، ولكنه كان واسع الثراء، في وسعه أن يكون كريماً عظيماً. وكانت له أملاك في إتروريا، وبنفنتم، وكومو، ولورنتم، وعرض ثلاثة ملايين سسترس ثمناً لملك آخر (31).

### استراحة أدبية

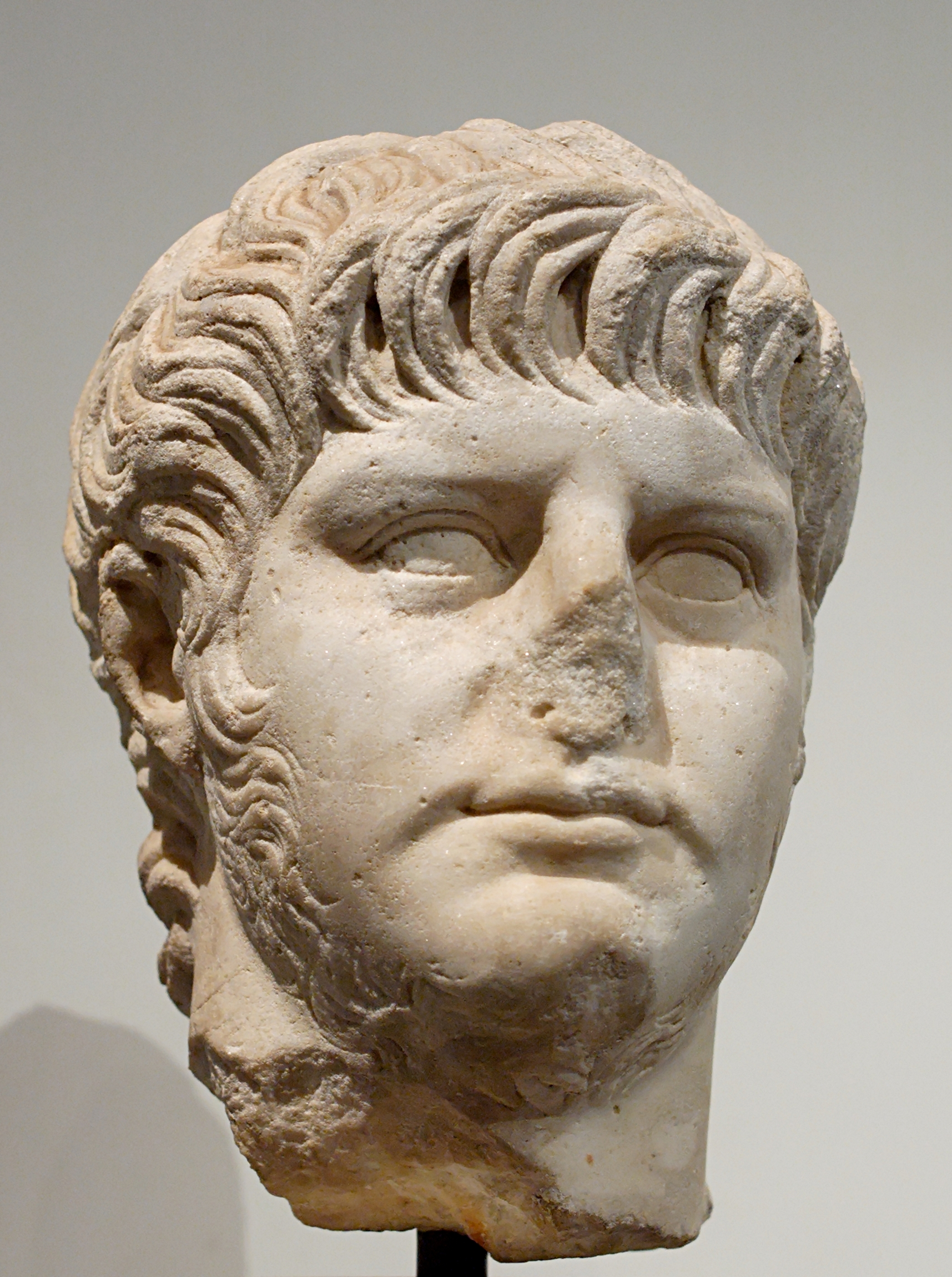
تمثال نصفي من الرخام لنيرون، Antiquarium of the Palatine.

في عهد نيرون عاش بليني أساساً في روما. ويذكر خريطة أرمنيا وما جاورها حول بحر القزوين، والتي أُرسلت إلى روما من حاشية كوربولو عام 58. كما شاهد أيضاً إنشاء البيت الذهبي الذي أقامه نيرون بعد حريق عام 64.

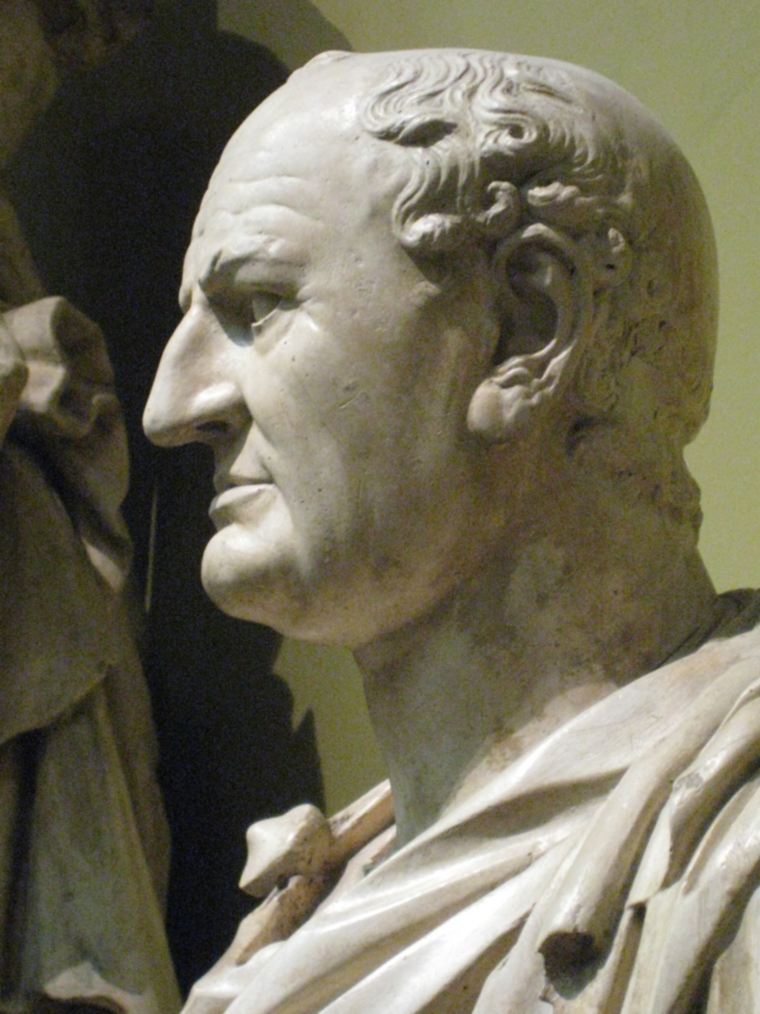
تمثال نصفي، متحف بوشكين، موسكو.

### كاتب شهير
أتم بليني تاريخ أوقاته في 31 مجلد، الذي ربما امتد من عهد نيرون إلى عهد فسباسيان، وتعمد ألا يـُنشر إلا بعد موته. وقد اقتبس منه تاكيتوس، وكان هذا المرجع أحد العـُمد التي سار على حذوها سويتونيوس وبلوتارخ، إلا أن هذا العمل الهام مفقود في العصر الحالي، مثله في ذلك مثل كل أعمال بيليني الأكبر الأخرى عدا «التاريخ الطبيعي».
وكان يفعل ما يفعله كثيرون من أشراف ذلك الوقت فيتسلى بالكتابة: كتب أولاً مأساة يونانية، ثم عدة قصائد، كلها خفيفة الروح، وبذيئة في بعض الأحيان، ولما للامه بعضهم على هذا أعترف بخطئه ولكنه لم يرجع عنه، وعرض مرة أخرى أن «يندفع في تيار المرح، والفكاهة واللهو، ويندمج في روح أشد أنواع الأدب خلاعة وفجوراً»(32). ولما سمع الناس يثنون على رسائله، ألّف بعضها لينشر، ونشرها في فترات متقطعة بين عامي 97، 109. وإذ لم يكن ينشر هذه الرسائل للجمهور فحسب، بل كان يقصد أيضاً أن تستمتع بها الأوساط التي يصفها فيها، فقد تجنب وصف النواحي القاتمة من الحياة الرومانية، وأغفل المسائل الفلسفية والسياسية الواسعة لأن فيها من الجد أكثر مما يتفق مع غرضه. وتنحصر قيمة هذه الرسائل في صدقها وظرفها، وفيما تضفيه الخلق الروماني وعلى أساليب الأشراف من أضواء وردية براقة.
ويكشف بلني عن نفسه بنصف الصراحة التي يكشف بها عن نفسه منتاني وبكل ما في كتابات منتاني من سلاسة التعبير. وهو يتصف بالغرور الذي يستطيع أي مؤلف أن يتحاشاه، ولكن صراحته في غروره هذا تجعله غروراً لا يكاد يسيء. انظر مثلاً إلى قوله: «إني لأعترف ألا شيء أقوى أثراً فيّ من الرغبة في أن يخلد اسمي»(33). وهو يقدر غيره كما يقدر نفسه، ويقول إن «في وسع الإنسان أن يثق بأن شخصاً ما يتصف بكثير من الفضائل إذا سمعه يعجب بفضائل غيره»(34)، ومهما تكن عيوب بلني فإن مما يستريح له الإنسان بعد دراسة جوفنال وتاستس، أن يستمع إلى مؤلف يثني على بني جنسه، ولقد كان كريماً في أعماله كما كان كريماً في أقواله، لا يتردد قط في أن يفعل المعروف، ويقرض المال، أو يقدم الهدايا، ولا يضن بعمل الخيرات على اختلاف أنواعها، سواء كانت شخصية كالبحث عن زوج لأبنة أخ صديق، أو زيادة ثروة المدينة التي ولد فيها. ولما وجد أن كونتليان عاجز عن أن يقدم لأبنته بائنة تليق بمقام الرجل الذي ستتزوج به، بعث إليها بخمسين ألف سسترس، واعتذر في الوقت نفسه عن حقارة الهدية (35). ووهب رفيقاً قديماً له في الدراسة ثلثمائة ألف سسترس، ليمكنه من أن ينضم إلى طبقة الفرسان؛ ولما وجد أن ابنة صديق له حُمّلت بعد موت أبيها بديون باهظة أداها كلها عنها، وأقرض مبلغاً كبيراً إلى فيلسوف نفاه دومتيان وتعرض بذلك لبعض الخطر، ووهب كومو هيكلاً، ومدرسة ثانوية، ومعهداً للأطفال الفقراء، وحمّاماً للبلدية، وأحد عشر ألف سسترس لإنشاء مكتبة عامة.
وأكثر ما يسر له الإنسان من صفاته هو حبه لموطنه، أو إن شئت فقل لمواطنه، وهو لا يذم رومة، ولكنه يكون أسعد حالاً في كومو أو لورنتم بالقرب من البحيرة أو البحر، وأهم ما كان يعمله هناك هو القراءة وعدم القيام بعمل ما. وهو يحب حدائقه، وما وراءها من المناظر الجبلية؛ ولم يكن عليه أن ينتظر روسو ليعلمه حب الطبيعة. وهو يتحدث بمنتهى الحنان عن زوجته الثالثة كلبيرنيا Calpurnia فيصف طبعها الحلو، وعقلها الصافي، وابتهاجاً بنجاحه، وحبها لكتبه، ويعتقد أنها قد قرأتها كلها وأنها تحفظ الكثير من صحائفها عن ظهر قلب، وقد لّحنت قصائده وغنتها، وكان لها قصة خاصة من الرسل يأتونها بجميع ما يحدث من التطورات أثناء نظره في قضية هامة. ولم تكن هي إلا واحدة من نساء كثيرات طيبات في محيطه.فهو يحدثنا عما تتصف به في الفتاة الرابعة عشرة من عمرها من تواضع، وصبر، وشجاعة. وكانت هذه الفتاة قد خطبت من وقت قصير ولكنها ما لبثت أن عرفت أنها مصابة بداء عضال لا تشفى منه، فأخذت تنتظر منيتها وهي مبتهجة (36). ويحدثنا كذلك عن زوجة بمبيوس سترنينس Pompeius Saturninus التي كانت رسائلها لزوجها أناشيد حب ونماذج باللغة اللاتينية الظريفة (37)؛ وعن فانيا Fannia أبنة ثرازيا Thrasaea التي قاست آلام النفي دون أن تشكو أو تتململ لأنها دافعت عن زوجها هلفديوس، والتي مرضت قريباً لها في أثناء إصابته بمرض خطر، فأصيبت بذلك المرض وقضى على حياتها؛ ثم يقول فيها: «ألا ما أكمل فضائلها، وطهرها، واستقامتها، وشجاعتها!»(38).
وكان له مائة صديق، بعضهم من العظماء، وكلهم من خيار الناس، وقد أنضم إلى تاستس في محاكمة ماريوس برسكس لخيانته وقسوته في أثناء ولايته على أفريقية، وصحح كلا الخطيبين خطبة صاحبه، وأثنى عليه أجمل الثناء. وأشاد تاستس بلني ورفعه إلى عنان السماء، حين قال إن عالم الأدب اعترف بهما زعيمي الكتاب في عصرهما (39)، وكان يعرف مارتيال، ولكنه يعرف من بعيد معرفة الأرستقراط. وأستصحب معه ستونيوس إلى بيثينيا، وساعده على التمتع بميزة من «له ثلاثة أبناء» دون أن يكون له ابن واحد. وكان محيطه يطن بهواة الأدب والموسيقى، وبمن ينشدون الشعر ويلقون الخطب على الجماهير. وفي ذلك يقول العالم بواسييه Boissier: «لست أعرف أن الأدب كان يحبه الناس في عصر من العصور بالقدر الذي كان يحبه به أهل ذلك العصر»(40). فقد كانوا يدرسون هومر وفرجيل على ضفاف الدانوب؛ وكانت البلاغة تزلزل نهري الرين والتيمز. لقد كان النصف الأعلى من ذلك المجتمع ظريفاً، أنيساً، محبوباً، غنياً بما فيه من أزواج متحابين، وآباء عاطفين، وسادة رحماء، وأصدقاء أوفياء، ومجاملات لطيفة. وقد جاء في إحدى الرسائل: «إني أقبل دعوتك للعشاء، ولكني أشترط عليك مقدماً أن تأذن لي بالخروج بعد قليل، وأن تكون مقتصداً فيما تقدمه إلي، وألا تجعل مائدتنا تزدحم إلا بالأحاديث الفلسفية، وحتى هذه دعنا نستمتع بها في نطاق محدد»(42).
وكان أكثر الرجال الذين يصفهم بلني من الأشراف الجدد الذين نشأوا في الولايات. ولم يكن هؤلاء ممن لا يقومون بعمل، لأنك لا تكاد تجد واحداً منهم لا يشغل منصباً عاماً أو لا يشترك في الإدارة البارعة التي كانت تدير شئون الإمبراطورية في عهد تراجان، وقد عُيّن بلني نفسه والياً على بيثينيا بعد أن كان بريتوراً في رومة ليعيد إلى بعض مدنها مقدرتها على أداء ديونها، وتشمل رسائله بعض الأسئلة الموجهة إلى الزعيم، ومعها إجابات تراجان السديدة. وهي تظهره بلني بمظهر الرجل الذي ينجز مهمته بمقدرة وأمانة، وشرف، وإن كانت تظهره أيضاً بمظهر الرجل الذي يعتمد على نصيحة الإمبراطور في كل صغيرة وكبيرة، وهو يرجو الإمبراطور في رسالته الأخيرة أن يغفر له إرساله زوجته المريضة في عربات البريد الإمبراطوري، ويختفي بلني بعد هذه الرسالة من ميدان الأدب والتاريخ، تاركاً وراءه ما يعوضنا عن فقده- صورة الروماني السميذع، لإيطاليا في أسعد أيامها.

## التاريخ الطبيعي

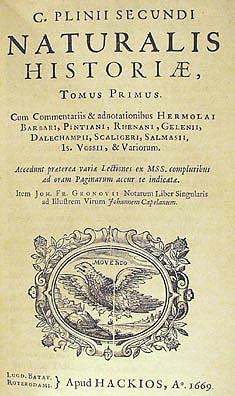
Naturalis Historiæ, طبعة 1669، صفحة العنوان.

### إضاءات

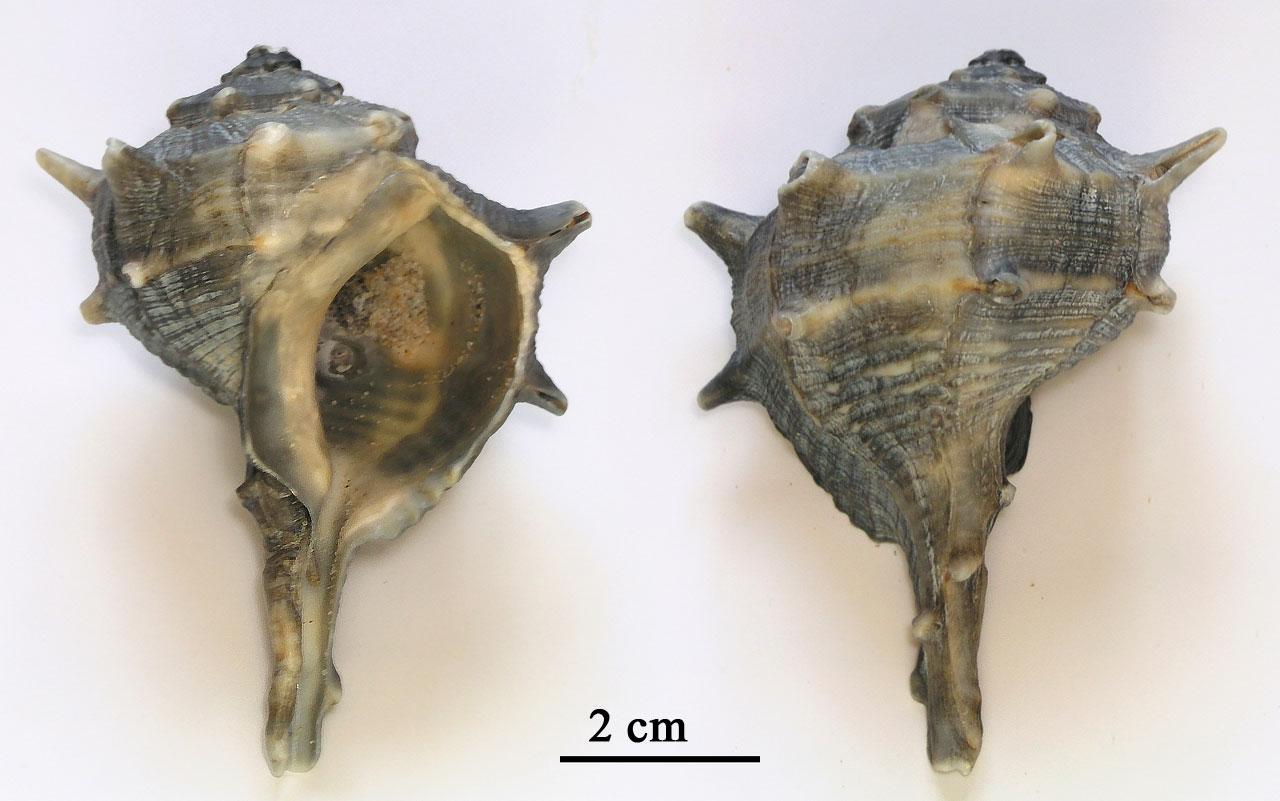
Spiny dye-murex used to make purple in Pliny's day

برز اهتمام كبير بما ذكره عن صناعة ورق البردي، وعن الأنواع المختلفة من الصبغة القرمزية، بينما كان وصفه لتغريد العندليب مثالاً مفصلاً للبهجة التي كانت تغمر أسلوبه بين الفينة والأخرى. كما أعطى قصص شهود عيان عن تنجيم الذهب في هيسبانيا، والتي أكدتها الآثار الماثلة خاصة في لاس مدولاس.
ومن أشهر مأثورات وحكم بليني :
وبين تلك الأشياء، فإن شيئاً واحداً يبدو يقيناً - ألا وهو أنه لا يوجد شيء يقيني وأنه ليس هناك من شيء يدعو للشفقة، ولا أكثر غروراً من الإنسان.
بسبب علة عجيبة في العقل البشري، فإنه يسعدنا أن نخلد في سجلات التاريخ إراقة الدماء والمذابح، حتى نمكن الجاهل بحقائق العالم من أن يتعرف على جرائم البشرية.

## الهامش
| 1. 2. 3. 4. 5. 6. 7. 8. 9. 10. 11. 12. 13. 14. 15. 16. 17. 18. 19. |

## روابط خارجية
- بلينيوس الأكبر على موقع الموسوعة البريطانية (الإنجليزية)
- بلينيوس الأكبر على موقع إن إن دي بي (الإنجليزية)
- بلينيوس الأكبر على موقع ديسكوغز (الإنجليزية)